# Insulinde (Nederlands-Indië)

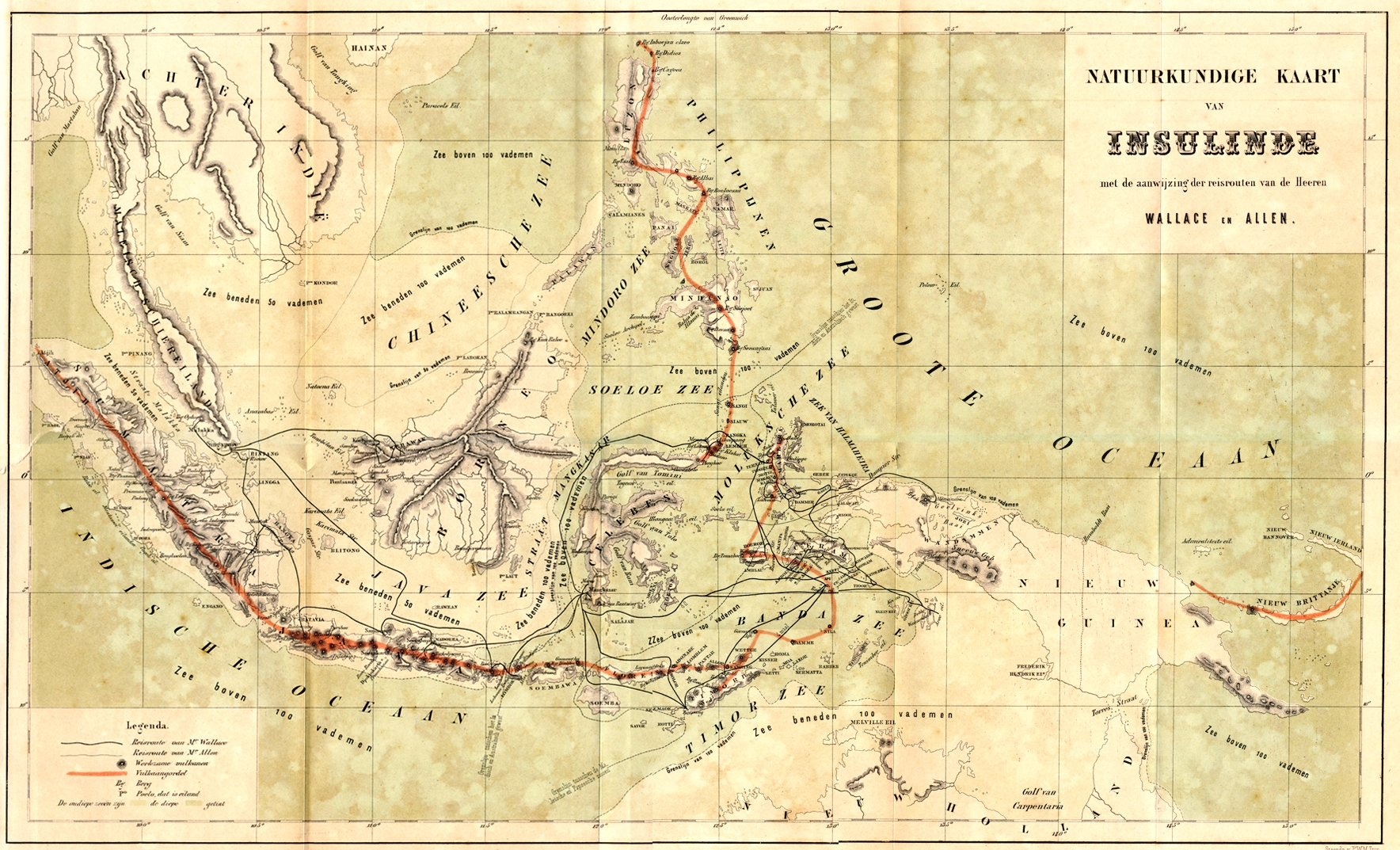
Kaart uit 1869 waarop de naam Insulinde wordt gebruikt

Insulinde was in Nederland populair als koosnaam voor Nederlands-Indië, maar werd nooit officieel gebruikt.
Het woord is afgeleid van het Latijnse 'insula' = eiland en 'indiae' = Indië en dus letterlijk "de Indische Eilanden" betekent.  De huidige naam Indonesië betekent hetzelfde, maar dan in het Grieks.
Multatuli gaf de naam Insulinde aan het toenmalige Nederlands-Indië. De naam Insulinde komt een paar keer voor in de Max Havelaar (1859). Allereerst gaat een van de artikelen in het pak van Sjaalman over “een konstitutie voor het Rijk INSULINDE”, waarbij Droogstoppel opmerkt dat hij nog nooit van dat rijk heeft gehoord. Op de laatste pagina, als het boek aan de Koning wordt opgedragen, schrijft Multatuli over:
"...’t prachtig rijk van INSULINDE dat zich daar slingert om den evenaar, als een gordel van smaragd..."
Het woord komt ook voor in de Winkler Prins' Geïllustreerde Encyclopedie (1914-1922). De Franse historicus Fernand Braudel gebruikt de naam eveneens in het tweede van drie colleges, die zijn gepubliceerd door Johns Hopkins University Press in 1977 als Afterthoughts on Material Civilization and Capitalism: 'Itinerant dealers who collected and assembled merchandise went to the homes of the producers. From the peasant they bought wool, hemp, livestock, hides, barley or wheat, and poultry. (...) Then they shipped their purchases by cart, pack horse, or boat to the major cities or coastal ports. Examples of this sort of activity were to be found throughout the world, around Paris and London, at Segovia (for wool), around Naples (for wheat), in Apulia (for oil), and in Insulinde (for pepper).' (p. 52) 